# Agapito Iglesias García
Agapito Iglesias García   (Navaleno, 7 de juliol de 1963) és president de Codesport i president del Real Zaragoza. A finals de maig de l'any 2006 es va convertir en màxim accionista de la Sociedad Anonima Real Zaragoza, va nomenar com a president a Eduardo Bandrés, que va ser conseller d'economia, hisenda i treball de la Diputació General d'Aragó.
En el primer any al front de l'empresa, el Real Zaragoza va aconseguir la sisena plaça a la Lliga i la tornada a competicions europees; al segon any va baixar a la segona divisió espanyola i al tercer any va pujar. Després d'un començament titubejant, el 30 de desembre de 2009 el president Eduardo Bandrés va dimitir i va ser ocupat pel mateix Agapito.
En juny de 2012 s'aparta de la presidència del club nomenant Fernando Molinos Granada com a president executiu.